# Bistum Imola
Das in Italien gelegene Bistum Imola (lateinisch Dioecesis Imolensis, italienisch Diocesi di Imola) ist eine Diözese der römisch-katholischen Kirche mit Sitz in Imola. Es wurde im 4. Jahrhundert begründet und gehört der Kirchenprovinz Bologna an. Sie ist eine Suffragandiözese des Erzbistums Bologna in der Kirchenregion Emilia-Romagna.

## Weblinks

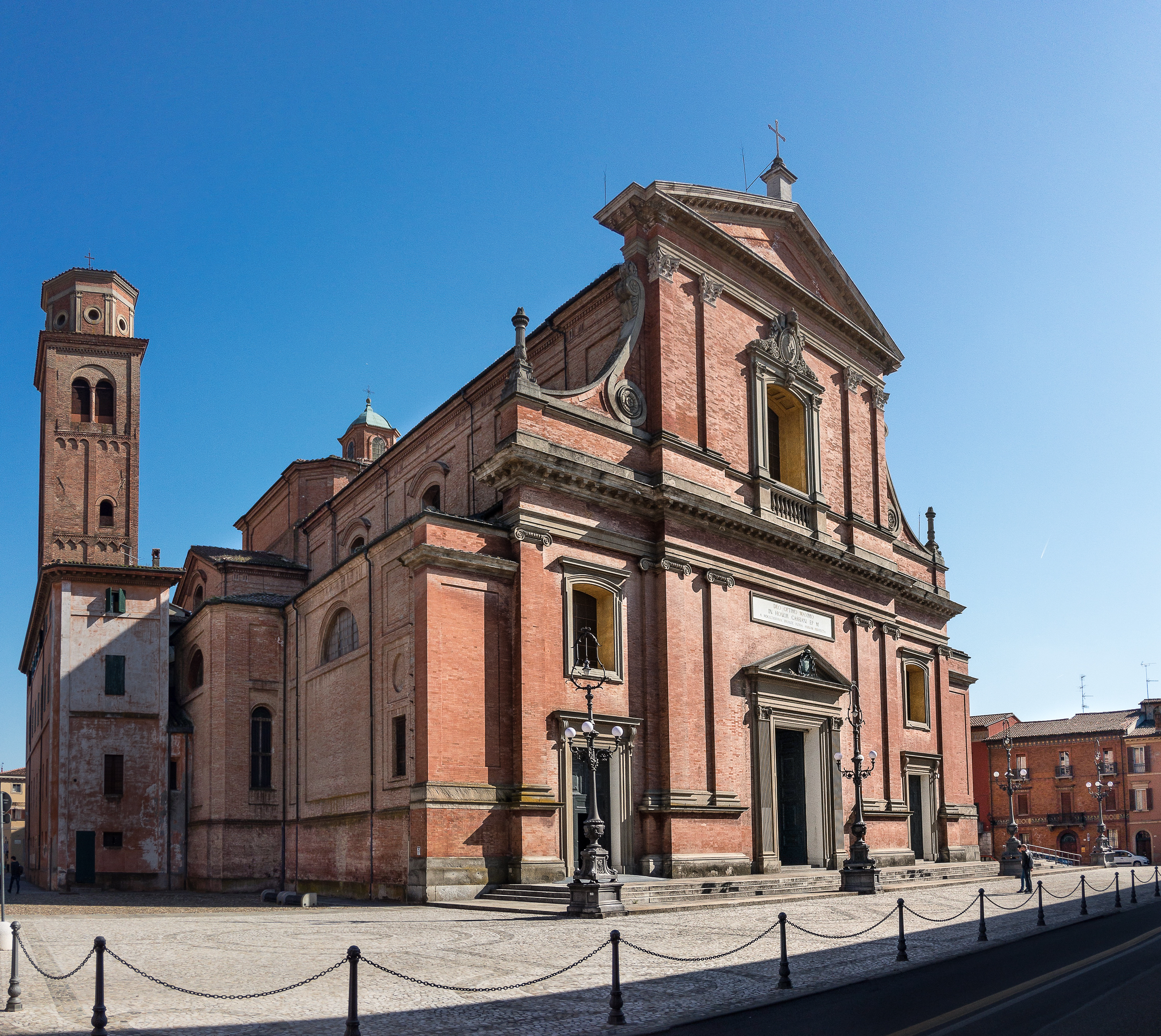
Kathedrale San Cassiano Martire in Imola